# 당산로 (대구)
당산로(Dangsan-ro)는 대구광역시 달서구 본리동 동본리네거리에서  서구 평리동을 잇는 대구광역시의 도로이다.

## 주요 경유지
대구광역시
- 달서구 (본리동 . 성당동 . 감삼동) - 서구 (평리동 . 상중이동 . 이현동)

## 노선
| 이름                | 접속 노선                          | 소재지        | 소재지        | 비고          |
| 송현로와 직결       | 송현로와 직결                      | 송현로와 직결 | 송현로와 직결 | 송현로와 직결 |
| ------------------- | ---------------------------------- | ------------- | ------------- | ------------- |
| 동본리네거리        | 대구광역시도 제28호선 (구마로)     | 달서구        | 본리동        |               |
| (이름없음)          | 대명천로                           | 달서구        | 본리동        |               |
| 두류시장네거리      | 장기로                             | 달서구        | 성당동        |               |
| 감삼초등학교사거리  | 당산로30길 감삼길                  | 달서구        | 성당동        |               |
| 감삼네거리          | 국도 제30호선 (달구벌대로)         | 달서구        | 감삼동        |               |
| 중리네거리          | 대구광역시도 제50호선 (국채보상로) | 서구          | 평리동        |               |
| 이현체육공원 교차로 | 와룡로10길                         | 서구          | 상중이동      |               |
| (이름없음)          | 북비산로                           | 서구          | 이현동        |               |

## 주요 건물 및 시설
- CU 내당한아름점 (당산로 227/내당동 429-32)
- 대구과학기술고등학교 (당산로 228/내당동 456-1)
- 새마을금고 와룡새마을금고 내당지점 (당산로 243/내당동 418-31)
- 상중이동 행정복지센터 (당산로 343/중리동 1085-3)